# Autisme en la psicoanàlisi
L'autisme en la psicoanàlisi és la representació que la psicoanàlisi té de l'autisme al llarg del temps i les seves conseqüències.
La història de la noció d’autisme mostra connexions complexes amb la història de la psicoanàlisi, fins i tot si sempre és la psiquiatria la que ha definit l’autisme.
El tipus d'atenció psicoanalítica, relacionat amb l'evolució d'aquestes teories a cada «escola» i amb uns quants professionals destacats, posa l'accent en el respecte per les defenses autistes. Al contrari de la reeducació als mètodes preestablerts que intenta fer-los retrocedir, pretén en teoria trobar en l'expressió allò que es pugui interpretar com un signe i establir la comunicació a partir d’aquí.
No hi ha proves de l'eficàcia del tractament psicoanalític per a persones amb autisme.
L’aplicació de teories sobre l’autisme en relació amb la psicoanàlisi ha experimentat punts importants de fricció, en principalment sobre l’origen dels trastorns i en particular el paper de les mares, sobre la relació amb la noció de psicosi i sobre atenció considerada ineficaç i imposada a costa dels altres.

## Teories i informes històrics

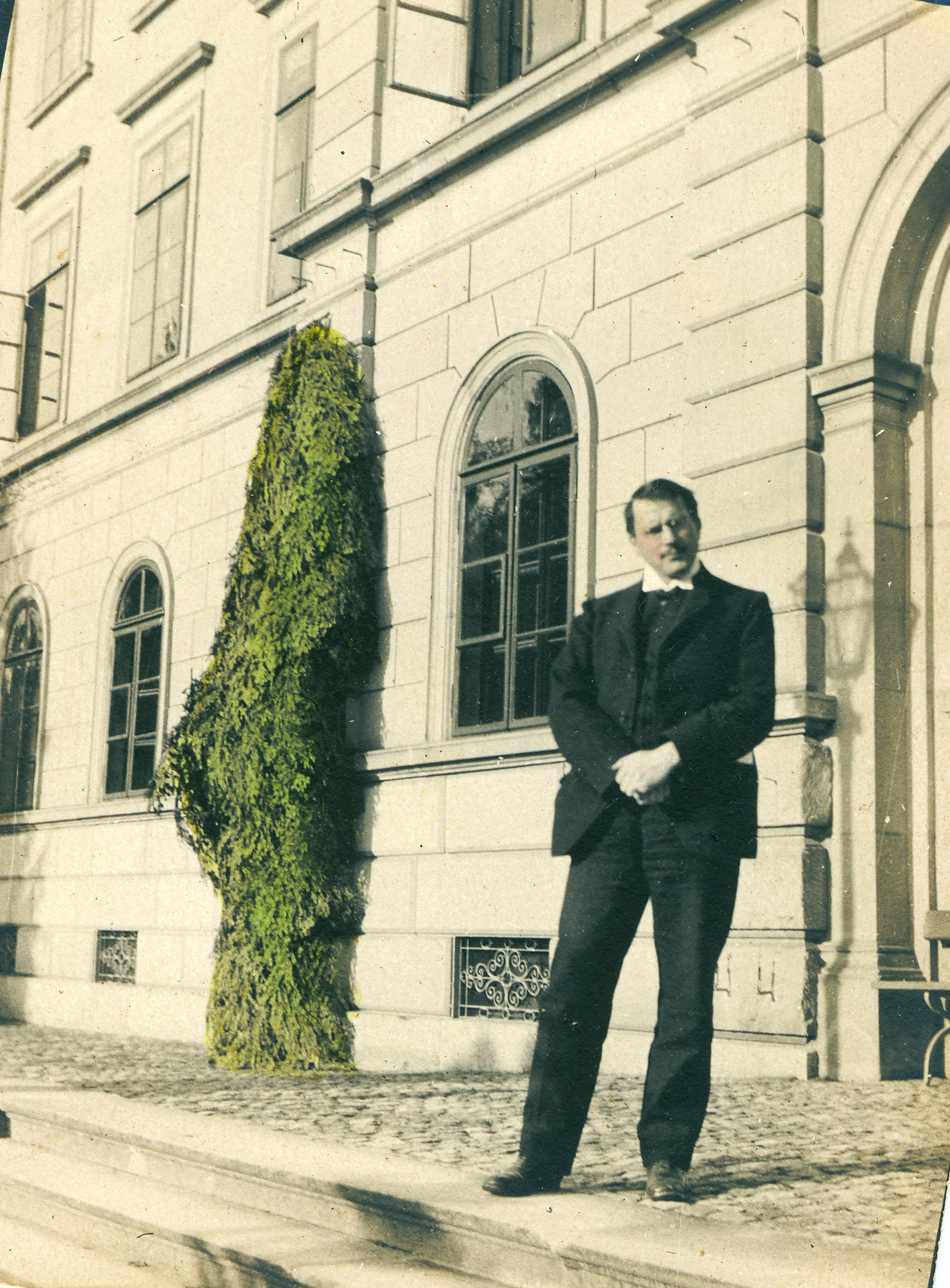
Carl Gustav Jung, un dels primers teòrics de l’autisme, també és molt proper a la psicoanàlisi (aquí davant del Burghölzli el 1910)

La noció d’autisme troba la seva font propera a la que dona la psicoanàlisi, amb fortes connexions, però també clares distincions.
S'han succeït diverses concepcions entre psiquiatria i psicoanàlisi, des de l'equivalència relativa entre l'«autoerotisme» segons Freud (qui mai no va parlar d’autisme) i l'autisme de Bleuler (que el va dissociar conscientment rebutjant la dimensió sexual), fins al defecte del tercer pas instintual oral proposat pel grup per a la investigació i prevenció de l’autisme (PREAUT) que fa referència a Freud, però també fa referència a les investigacions actuals.

### Els inicis de l'estudi de l’autisme
Els mots «autisme» i «psicoanàlisi» daten al voltant de 1910, però hi ha una història prèvia d’aquestes connexions, especialment entre 1900 i 1910, quan l’única distinció clínica era la de les «demències precoces».
Aquesta història s'associa notablement a la Burghölzli, una clínica psiquiàtrica universitària situada a Zúric i dirigida en aquell moment per Eugen Bleuler, el creador de la paraula «autisme».
Carl Gustav Jung, qui hi treballava, havia desenvolupat aquest mateix tema una mica abans en un assaig titulat Psicologia de la demència precoç, i al mateix temps se li atribueix una comparació amb Sigmund Freud per Bleuler. Aleshores, Jung esdevindrà un protagonista en l'establiment de la psicoanàlisi, abans de la seva ruptura amb Freud.
Aleshores, Bleuler coneixia les teories freudianes, a més, especifica que l’autisme és aproximadament el mateix que Freud anomena «autoerotisme», però explica que vol eliminar el radical éros per destacar la referència de Freud a una concepció més àmplia de la sexualitat que corre el risc de «donar lloc a nombrosos errors».

### Bleuler i les primeres formulacions
L’autisme es descriu a la creació de la paraula com una de les tres estratègies conductuals de l’adult esquizofrènic que és incapaç de fixar l’atenció en un objectiu constant, per tenir una «estretor de la consciència» que normalment permet l'elecció i acció. Aquesta impossibilitat de crear una percepció de la realitat a través del pensament (en el qual la classificació selectiva de la informació no és funcional), Bleuler observa un distanciament d'aquesta realitat segons tres models diferents:
- Descartar-la o ignorar-a. Això és el que Bleuler anomena «autisme».
- Reconstruir-la. Bleuler evoca les psicosis al·lucinatòries del desig.
- Fugir d'ella, per un comportament de dessocialització o queixa somàtica propera a la hipocondria.

Aquestes tres estratègies de «dividir la ment», són aplicades per Melanie Klein (entre d'altres) a un trastorn infantil abans de Kanner i, per tant, reconegudes per la psicoanàlisi en un tot més gran que el «trastorn autista del contacte afectiu» definit clínicament per Kanner. Aquest trastorn infantil es distingeix clarament de la psicosi, fins i tot si parlem també de «pèrdua de contacte amb la realitat» com en les velles formulacions basades en la descripció de Bleuler.

### La psicoanàlisi infantil
L’autisme d'aquella època éra un tipus de comportament entre les esquizofrènies, però diversos psiquiatres proposen la distinció d’un trastorn precoç associat, inclosa Melanie Klein, deixebla freudiana i pionera de la psicoanàlisi infantil (de la primera infància en particular).
Ja el 1930, va parlar d’esquizofrènia infantil per descriure els nens als quals va evocar especialment una «manca de contacte emocional» i «estereotipies». Per tant, Klein va ser el primer a publicar dues descripcions del que posteriorment s'identificaria com a «autisme de Kanner».

### Abans de Kanner
Una neerlandesa, la Germana Gaudia (Ida Frye), va introduir el terme «autisme» el 1937, anys abans que Kanner i Asperger el 1943 parlessin sobre l'autisme infantil gairebé al mateix temps. Després, aquesta dona va treballar amb nens amb greus discapacitats del desenvolupament amb el psicòleg Chorus, amb els esquemes de la fenomenologia neerlandesa de l'època. Va proposar una classificació dels trastorns psicològics en els nens, en la qual va afegir l’autisme. Això no és exempt d'importància, perquè en aquell moment ells ja oferien una combinació de suport mitxt ortopedagògic i psicoterapèutic.

### Després de Kanner
Per tant, el 1943 és la data en què Leo Kanner va distingir oficialment un trastorn infantil en psiquiatria amb el nom de «trastorn autista del contacte afectiu».
La psicoanàlisi no està associada a aquesta distinció, però posteriorment molts psicoanalistes ho explicaran segons les teories analítiques.
L’«escola anglesa» té una gran importància en aquest assumpte amb Melanie Klein, qui dissocia particularment l'«objecte intern» de l'«objecte real», quan el seu alumne Frances Tustin especifica un mecanisme de defensa d' «encapsulació autogenerada» i quan ho fa, introdueix una noció de «protecció activa» respecte al context (el medi). Michael Fordham, íntim amic de l'escola Kleiniana i amics de Donald Winnicott, planteja en psicologia analítica la hipòtesi d'una escissió del Jo, una part del qual estaria «congelat».
L’«escola francesa» freudiana també ofereix aquestes formulacions. Això, Jacques Lacan especifica que és el significat de la «mare qui no s'hauria integrat», i Françoise Dolto parla de «patiment en les pulsions passives».

### La conceptualització actual
Les teoritzacions més recents, com les de Marie-Christine Laznik, evoquen un defecte en el «tercer temps pulsional oral». Freud va descriure les tres etapes del desenvolupament pulsional del nadó, l'última de les quals és quan el nadó és objecte de satisfacció de l'Allò, després d'haver-se precipitat cap a l'objecte de satisfacció i haver-lo retornat sobre ell mateix, fins i tot en la fase autoeròtica, la segona etapa. Aquesta tercera etapa de l’organització pulsional del nen consistiria, segons Lacan, en «una aparent passivitat en què algú es deixa mirar, es deixa menjar ... en el joc pretendre».

## Els tractaments d'inspiració psicoanalítica
La psicoanàlisi es divideix en diversos corrents, sovint dividits en «escoles». Aquesta pràctica sovint ha monopolitzat els serveis d’atenció psiquiàtrica infantil a França, trobant cada vegada més la seva oposició a nivell de pares a causa d’aquesta exclusivitat, sovint acusats de ser l’origen de l’autisme dels seus propis fills, i la mare ha estat designada sovint com l'agent «destructor» de la psique del seu fill.
La pràctica psicoanalítica, que sempre ha considerat l'autisme com un trastorn afectiu que només s'ha d'atendre a nivell psiquiàtric, deixa de banda altres possibilitats d'investigació quant a les possibilitats de buscar altres causes fisiològiques, com ara la investigació genètica. L'exclusivitat d’aquest tipus d’atenció durant dècades va provocar una crítica bastant severa de la gestió de l’autisme per part de l'Haute Autorité de la Santé el 6 de març de 2012.

### Les posicions actuals en la pràctica psicoanalítica
| « | La psicoanàlisi capta els símptomes autistes no com a conductes restringides que cal suprimir, sinó com a solucions que el subjecte ha trobat per tal de continuar sentint que existeix. Solucions necessàriament respectables per a l'autisme | » |

Davant del seu qüestionament per la seva exclusivitat passada, l'atenció d'inspiració psicoanalítica encara aconsegueix oposar-se als mètodes educatius, però només en la mesura que, segons alguns especialistes, un abús d'aquests trencaria aquests defenses, idea defensada també fora del camp de la psicoanàlisi, en particular per Laurent Mottron i Michelle Dawson.
Paral·lelament a aquest respecte, que també inclou la idea que la noció de cura, suport i fins i tot resultat, no és una qüestió psicoanalítica, fins i tot podem llegir:
| « | No hi ha voluntat de control. Cap voluntat educativa. Cap imposició de res ... | » |

| « | Es tracta, precisament, de tenir en compte els detalls més insignificants i d’adonar-nos que aquest detall insignificant es pot interpretar com a significat d’una mica, i, per tant, a poc a poc podem intervenir suposant que hi ha hi ha un signe (...) | » |

Per tant, sempre es tracta de
| « | Saber respectar els petits detalls que criden l'atenció d'aquests nens i, d'ells, ajudar-los a construir un món a la seva mida perquè puguin romandre vius i entrar en el vincle social (...) | » |

### Els diferents corrents antigues

#### L'enfocament anglosaxó de l'autisme. Els pioners
Melanie Klein, psiquiatra i psicoanalista que va distingir un trastorn típicament infantil dins de l'esquizofrènia abans de Kanner, ha deixat al seu pas diversos autors importants sobre psicoanàlisi, relacionats per la Clínica Tavistock. És el cas, entre d'altres, de Frances Tustin i Donald Meltzer, dos pioners en la literatura sobre el tema.

##### France Tustin
France Tustin, psicòloga i pionera en psicoteràpia infantil i teòrica de l’autisme, va seguir una anàlisi amb Wilfred Bion, que ell mateix havia seguit la seva segona anàlisi amb Melanie Klein. Va distingir diversos grups d’autisme, només un dels quals correspon al descrit per Kanner:
- primària anormal: no hi ha diferenciació entre el seu cos, el de la seva mare i l'exterior.
- secundària amb closca (substancialment idèntica a l'autisme de Kanner): Ha desaparegut la indiferenciació entre l'Ego del nadó i la mare, substituïda per una sobrevaloració de la diferència. Es construeix una barrera autista amb funció de closca per protegir el nen i evitar el seu accés al món exterior.
- secundària regressiva o esquizofrènia infantil: L'evolució comença de manera normal i habitual, i després apareixen manifestacions de regressió. El nen opera la seva retirada en una rica vida fantàstica centrada en les sensacions corporals.

S'articula al voltant de la teoria de la relació d'objecte d’aquesta escola de pensament, on es considera que durant el desenvolupament habitual l’objecte és primer autista i que gradualment es converteix en transicional, com un esclat de la imatge del cos que permet el contacte amb el món exterior; «Llavors, en l’autisme, l'experiència del cos no esclata del tot, sinó que, al contrari, es fa molt densa».

##### Donald Meltzer
Donald Meltzer, després d’haver ensenyat durant més de 20 anys a la clínica Tavistock i col·laborant amb Melanie Klein i Wilfred Bion, és un altre dels pioners de les publicacions sobre autisme (després de Bettelheim i Tustin).
La seva contribució, basada sempre en la idea de relació d'objectes iniciada per Klein, converteix les referències del seu treball sobre l'autisme i parla d'«identificació intrusiva». També basat en el treball d'Esther Bick sobre les seves experiències, ofereix un angle de visió on la seva experiència molt densa com autista seria potencialment atacada per la d'altres que es projecten a la seva normalitat d'accés al món exterior.

##### Altres
En aquesta escola, tothom confia en el treball dels altres, entre els quals, a més d'Esther Bick, podem citar Donald Winnicott qui, entre d'altres, va teoritzar el paper de l'objecte transicional i de Michael Fordham, proper als kleinien encara que la psicologia analítica, que va teoritzar sobre l'escissió del Jo, que si esdevé massiva, pot bloquejar l’activitat psicomotriu, i llavors parla del «Jo congelat».

#### L'enfocament francès de l'autisme

##### Jacques Lacan: Escola i teoria
Segons Jean-Pierre Rouillon, l'enfocament de l'autisme segons Jacques Lacan consisteix a tenir en compte les modalitats particulars de la relació del nen autista amb el llenguatge:
| « | El significant, en l'autisme, no es presenta per la seva banda de l’articulació, sinó per la seva banda del significat. Es presenta com a únic, com tot sol, tant per la banda del comandament com per la part de la satisfacció lligada a allò que ressona amb la seva substància sonora. En quant al dir, no s'ha de situar a la banda del significat, sinó obrir-lo per la via del redoblament a l’aparició d’una escriptura singular on allò que s'entén pot trobar satisfacció en una direcció cap a una altra. És en aquesta direcció cap a l’altra que emergeix el lloc de la pèrdua, alliberant el subjecte del sacrifici del seu ésser. És aquest camí el que permet al subjecte autista construir un espai on encaixar en la seva relació amb la realitat. No és el llenguatge el que estructura el món de l’autista, sinó el seu llenguatge particular, ja que li proporciona material per trobar satisfacció en un diàleg amb l’altre, satisfacció que arriba a limitar l'exigència infinita del raonament. El psicoanalista no ha de recular davant de l’autisme. De fet, a partir del que pot extreure de la seva pròpia anàlisi, pot oferir al subjecte autista que hi consent, la possibilitat d’un diàleg durant el qual es pugui teixir en un discurs sense precedents, una manera finalment singular més enllà de la polvorització dels entesos. | » |

A la dècada del 1990, Rosine i Robert Lefort van esbossar una aproximació de l’autisme com a estructura subjectiva diferent de la psicosi. Aquesta intuïció s'explota en el corrent lacanià a partir de la tesi d'Eric Laurent, segons la qual en l'autisme la jouissance torna a la vora, és a dir, en primer lloc sobre els objectes autistes. Jean-Claude Maleval tracta d’aclarir l'especificitat de l'estructura autista caracteritzant-la per una retenció dels objectes de la pulsió, no per una alienació retinguda en el llenguatge, i per un aparell de jouissance des de la vora. Aquest enfocament no propugna una interpretació del present pel passat, sinó una construcció del subjecte basada en les funcions de protecció, regulació i mediació de la vora.
Des del 1995, Marie-Christine Laznik va explorar en teoria i en pràctica l'autisme com un fracàs de la tercera fase de la pulsió tal com Lacan el va definir. El 2017, creu que el treball col·lectiu en el marc de l’associació PREAUT (Grup per a la investigació i prevenció de l’autisme) confirma la correcció del seu punt de vista.

##### Françoise Dolto: Teoria i pràctica
Propera al psicoanalista Jacques Lacan, de l'escola freudiana de París en la seva forma didàctica i de les institucions de la psicoanàlisi francesa en general, la doctora Françoise Dolto continua sent un exemple molt representatiu de com era la visió de la gestió dels trastorns psíquics dels nens de la dècada del 1970 i de la dècada del 1980, qui va influir en gran manera en les institucions franceses de psiquiatria infantil, en particular la majoria dels serveis d’hospital de dia públics i privats que acollien nens diagnosticats principalment de psicòsi, desprès d'autisme, i organitzades en el marc del seu funcionament terapèutic durant les darreres tres dècades del segle xx.
La doctora Dolto continua sent una gran teòrica de la psicosi infantil a nivell de l'escola francesa de psicoanàlisi. En una famosa entrevista publicada a Le Nouvel Observateur el 1968, la psiquiatra relaciona aquesta afecció psiquiàtrica amb un «fracàs de la dinàmica libidinal dels pares» en situar «l'origen de l'anomenada psicosi infantil al voltant de l'Èdip dels pares que no seria resolt».

Davant l'augment del terme «autisme» al llarg de la dècada del 1980, la doctora Dolto va centrar la seva problemàtica en l'autisme infantil, tot mantenint el mateix enfocament psicogènic que en la seva concepció de la psicosi infantil; ella declara en particular en la seva famosa obra dedicada a «la causa dels nens»:
| «                                        | L’autisme, de fet, no existeix en néixer. Es fabrica. És un procés reaccionari d’adaptació a una prova que afecta la identitat del nen. | » |
| — Françoise Dolto, La Cause des enfants. | |   |

Més enllà de la pràctica, des que la doctora Dolto consulta al seu despatx, la psicoanalista mostra una visió de l’autisme que continua sent força sorprenent i que pot ser qüestionable, sobretot quan afirma al mateix llibre:
| « | El nen autista és telèpata. Tinc l'exemple d'una nena de cinc o sis anys amb autisme. La seva mare em deia que quan viatjava amb ella al tren era intolerable perquè aquesta nena parlava amb ella mateixa i deia la veritat sobre les persones que hi havia al compartiment ... Una vegada, una veïna va dir a la seva mare: «Vaig a París a veure el meu marit ...», i la nena va dir: «No és cert, no és el seu marit. És un home que el seu marit no coneix ...» Va parlar amb una veu estranya, sense mirar cap avall, com una somnàmbula. | » |

Aquesta cita és a més, paraula per paraula, la represa del fragment d’un altre dels seus llibres, tanmateix publicat sis anys abans i anomenat Lorsque l'enfant paraît (Quan apareix el nen), però que, en aquell moment, no feia referència a cap diagnòstic d'autisme per a la nena recordada.
El treball de la doctora Dolto, la seva acció i el seu compromís amb allò que presentava com la «causa dels nens», la seva cobertura mediàtica mitjançant intervencions radiofòniques regulars, en particular una sèrie d'emissions de ràdio i televisió, li han donat una certa fama, però aquesta celebritat no ha impedit una certa controvèrsia que s'ha desenvolupat cap a ella des de la seva mort i que posa en dubte la seva capacitat real d'haver agafat i apreciat la complexitat de l’autisme infantil que, en els seus escrits, es limitava a una formulació estricta d’obediència psicoanalítica, basada en unes poques idees personals fixes, que classificaven l’autisme com «una extensió màxima de la psicosi». Aquesta actitud exclusiva pot explicar-se històricament si tenim en compte l'absència, durant aquest període, d'alguna investigació real sobre una alternativa etiològica al diagnòstic de l'autisme infantil.

#### Bruno Bettelheim, una aproximació «personal» de l'autisme
Bruno Bettelheim, pedagog autodidacte, filòsof de formació, considerant-se educador i psicoterapeuta, té un estatus de psicoanalista que continua sent controvertit. Inspirat pel seu internament al camp de concentració de Dachau, l’home, profundament marcat per aquesta traumàtica experiència, proposa compensar la situació extrema a la qual assimila l’autisme per un mètode igualment extrem:
| « | Si un entorn dolent pot provocar la destrucció de la personalitat, ha de ser possible reconstruir-la gràcies a un entorn especialment favorable. | » |

Primer autor que va publicar sobre l’autisme mentre feia campanyes per a l'ampoderament i contra l'abandoment a l'asil, la posició de Bettelheim és complexa, fins i tot marginal. A la seva «Escola ortogènica», se centra més en l'educació i la psicoteràpia institucional que en la psicoanàlisi, que ell utilitza segons una reinterpretació molt lliure:
| « | En molts dels seus escrits, Bettelheim parla de les modificacions que va fer a la psicoanàlisi per adaptar-la al tractament de nens greument alterats. | » |

Bruno Bettelheim es va inspirar, en la seva obra, en el psicòleg i educador estatunidenc John Dewey i en l'educadora italiana Maria Montessori, fins i tot en el psicòleg i epistemòleg suís Jean Piaget. Afirma un enfocament més educatiu que terapèutic. La seva teoria personal és que els nens s'han tornat autistes a causa de la manca d'amor dels pares, especialment de les mares. Bettelheim proposa mètodes violents que impliquen la separació del nen del seu entorn familiar i acusa les mares de ser premòrbides i mortals, cosa que li va valer moltes crítiques. En particular, l'article de Richard Pollak (inclòs a El llibre negre de la psicoanàlisi, 2005) i la d’Agnès Fombonne, destaquen la violència de les seves pràctiques envers els nens i les seves famílies, i l’impacte que han tingut elles per la culpabilització a les mares de nens autistes per part dels professionals salut.
L'enfocament de Bettelheim va acabar sent totalment desprestigiat, sobretot als mitjans de comunicació i per les associacions de pares. Això s'ha traduït, sobretot als Estats Units d'Amèrica, en una reorientació de l'enfocament de l'autisme només cap als mètodes educatius. Segons Richard Pollack, la teoria de la mare frigorífic defensada per Bettelheim ha sigut abandonada a molts països, inclosos als Estats Units d'Amèrica, el Regne Unit i el Japó, però encara es defensava i s'ensenyava a França el 2005: «Bettelheim continua sent una mena d’heroi, i un bon nombre de psiquiatres i psicoanalistes francesos semblen continuar pensant que els pares tenen una part de responsabilitat en la patologia dels seus fills, que sempre es mantenen culpables per una o altra raó, encara que ja no es digui tan contundentment». La defensa de la teoria de Bettelheim per part de certs psicoanalistes és probablement a l’origen de la protesta de les associacions de pares francesos de nens autistes, que s'oposaven (de vegades de manera agressiva) a la aproximació psicoanalítica a l’autisme en aquest país. Aquesta teoria s'abandona gradualment a França, però, segons Jean-Noël Found, el 2015 continua causant «estralls en algun nucli dur de la psicopatologia».
L’Avís 102 del Comitè d’Ètica Consultiva Nacional, emesa el novembre de 2007 a França per Jean-Claude Ameisen, inculpa la difusió d'idees defensades per Bettelheim com a responsables del patiment innecessari de les mares de nens autistes a França. També se cita la teoria de Bettelheim com a responsable de la manca d'atenció educativa adaptada als nens autistes a França.

## L'aplicació de les teories
La noció d’autisme ha conegut ruptures en l’acceptació clínica en psiquiatria, vacil·lacions i ruptures en les concepcions en psicoanàlisi, i conflictes reals entre professionals i pares que fins i tot han donat lloc a França una intervenció política de l'Alta Autoritat Sanitària.
Tres temes s'entrellacen en la transició de la teoria a una contextualització i aplicació d’aquests, cadascun dels quals ha estat objecte d’una forta controvèrsia:
- La causalitat: els orígens etiològics i, en particular, el tema de la culpabilització a les mares.
- La classificació: en particular la inclusió o no dins de la psicosi.
- El conflicte social: una guerra de clans en un context de rellevància i la necessitat d’aquesta o altra cura.

### De la teoria a l'etiologia

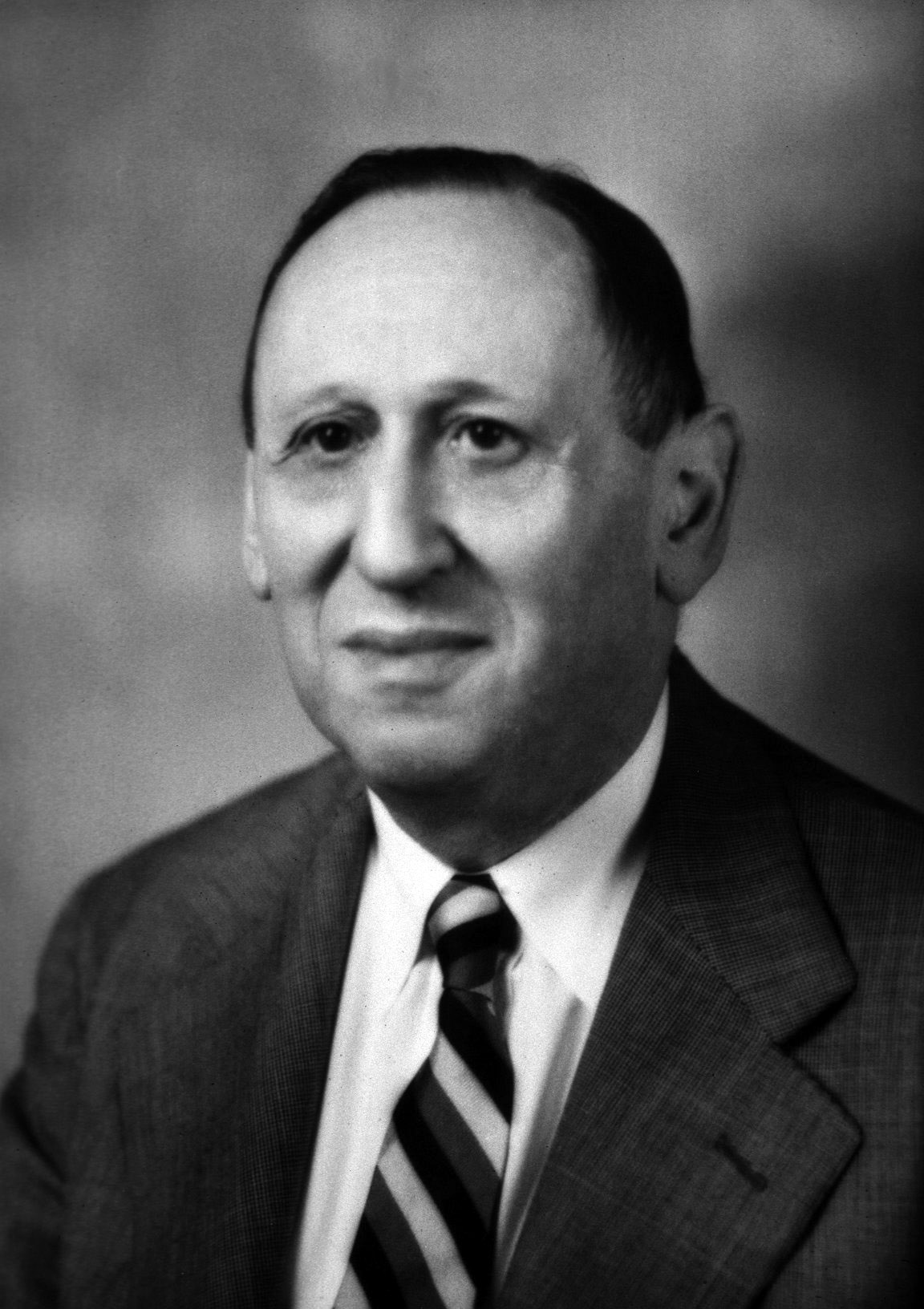
Leo Kanner, un psiquiatre no psicoanalista, és l’origen el 1943 de l’acceptació actual de l’autisme, però també al mateix any d’una descripció d'una fredor dels pares, i després el 1949 de paraules més fortes, mitjançant la metàfora del frigorífic i parlant d'un canvi del nen cap a una solitud que li sembla més còmoda (sobreentenen «aquesta fredor»)

Si l’autisme no té cap altra definició que la d’un estat clínic definit i observat, està subjecte a la qüestió recurrent del caràcter adquirit o innat de tots els casos, tot i que alguns parlen de l'autisme en plural.
Històricament trobem, ja a l'assaig de Jung de 1906, la idea d'una «causalitat que no es pot determinar», sobre la qual postula «la qüestió d'un factor metabòlic o d'una predisposició cerebral orgànica».
El 1943, Kanner explica clarament que quan va definir el trastorn tenia exemples purs del caràcter innat del trastorn de contacte afectiu autista (denominació original del que actualment s'anomena autisme). No obstant això, és l'origen del que es repetirà en la culpabilització a les mares.

#### El tema de la culpabilització a les mares
Leo Kanner va observar i va escriure que els pares de nens «autistes» són freds o distants, com «deixats en un frigorífic que no descongela».
Bruno Bettelheim, qui no inclou les causes innates en la seva represa del concepte d’autisme, va reprendre aquesta idea per denunciar una causa d’origen matern. Psicoterapeuta i conegut com a «psicoanalista autodidacta», va popularitzar un enfocament de l'autisme associat a situacions extremes, inclosa la deportació que ell mateix havia experimentat, i va identificar en el retrocediment autista la prova d'un trauma. Especifica «no és l'actitud materna la que produeix autisme, sinó la reacció espontània del nen a aquesta actitud», però també «al llarg d'aquest llibre, mantinc que el factor que precipita el nen cap a l'autisme infantil és el desig dels seus pares que ell no existeixi».
Aquesta concepció continua associada a l'enfocament psicoanalític, sobretot a través de l'expressió «mare frigorífic». La idea del trauma segueix més o menys present, però la culpabilització a la mare és rebutjada avui pels especialistes, per exemple per la psicoanalista Marie-Christine Laznik, que declara: «Bettelheim estava molt equivocat. Les mares no tenen res a veure amb l’origen de l’autisme».
A França es percep una persistència de la culpabilització a les mares i el rebuig d'altres modes d'intervenció, on les queixes d’associacions de pares amb autisme han portat, entre altres coses, a l'Informes del comitè assessor nacional d’ètica:
- Dictamen sobre l'atenció a persones autistes a França el 1995 (informe núm. 047[59] a petició d'Autisme France);
- Sobre la situació a França de persones, nens i adults amb autisme el 2007 (informe núm. 102)[60] a petició de quatre associacions)[61][62]

Tot i així, les tesis de Bettelheim van romandre en minoria, inclòs al seu propi camp. Els professionals d'inspiració psicoanalítica afirmen que han abandonat aquestes teories i han posat l’èmfasi en una posició ètica de respecte pel patiment dels pacients i les seves famílies, però molts pares (inclòs Francis Perrin) sempre declaren haver estat culpats pels practicants que els han culpat de la discapacitat del seu fill.

### La multiplicitat de criteris de classificació
Un dels punts de fricció al voltant del tema de l’autisme està lligat a la multiplicitat de criteris de classificació. Han evolucionat molt al llarg del temps (vegeu Evolució dels criteris de definició), però també han estat múltiples durant el mateix període. El 2005, trobem així una taula de correspondència entre els criteris de diagnòstic internacional (CIM), estatunidenc (DSM) i francès (CFTMEA).
| CIM-10 | CIM-10                                                   | DSM-IV                                                   | DSM-5         | CFTMEA |
| ------ | -------------------------------------------------------- | -------------------------------------------------------- | ------------- | --- |
| F.84   | TGD                                                      | TGD                                                      | TEA           | Psicosi precoç (TGD) |
| F.84.0 | Autisme infantil                                         | Trastorns autístics                                      | Inclòs al TEA | Autisme infantil precoç (tipus Kanner) |
| F.84.1 | Autisme atípic                                           | N/D                                                      | Inclòs al TEA | Altres formes d'autisme: - Psicosi precoç deficitària - Retard mental amb trastorns autístics - Altres psicosis precoces o altres - TGD - Disharmonia psicòtica |
| F.84.2 | Síndrome de Rett                                         | Síndrome de Rett                                         | N/D           | Trastorn desintegratiu infantil |
| F.84.3 | Altres trastorns desintegratius infantils                | Trastorn desintegratiu infantil                          | N/D           | Trastorn desintegratiu infantil |
| F.84.4 | Trastorns hiperactius amb retard mental i estereotipíes  | N/D                                                      | N/D           | N/D |
| F.84.5 | Síndrome d'Asperger                                      | Síndrome d'Asperger                                      | Inclòs al TEA | Síndrome d'Asperger |
| F.84.8 | Altres trastorns generalitzats del desenvolupament       | N/D                                                      | N/D           | N/D |
| F.84.9 | Trastorn generalitzat del desenvolupament no especificat | Trastorn generalitzat del desenvolupament no especificat | Inclòs al TEA | N/D |

Aquests criteris són tots psiquiàtrics i no psicoanalítics, però la columna CFTMEA, la més diferent i típica de França, es considera que la psiquiatria francesa està (massa) sotmesa a la influència de la psicoanàlisi, en particular pel que fa a la connexió amb la psicosi.

#### Autisme i psicosi
La definició original de la paraula per Bleuler converteix l'autisme en una de les tres possibilitats conductuals típiques d’enfrontament amb una realitat, el tractament del qual és problemàtic, sent una altra la psicosi, de manera que originàriament és una o altra per definició. Però la continuació de la història és més complexa.
Així doncs, la CFTMEA classifica l’autisme en la categoria de «psicosi precoç». Trobem en aquesta inclusió en totes les psicosis l'encarnació d’una idea que durant un temps va seguir les descripcions de Kanner en determinats professionals, que el futur del nen estaria segellat, ja que l'autista no s'adapta a l'evolució de la realitat. La lluita per la distinció entre autisme i psicosi és una de les dirigides per les associacions de pares contra una certa comprensió dels cercles psiquiàtrics i la tendència psicoanalítica.
Aquesta inclusió en aquesta classificació francesa continua sent debatuda i podem llegir sobre «estats autistes»:
| « | Sempre ha semblat necessari excloure els autismes del marc estricte de les psicosis infantils perquè la seva aparença i la seva extrema gravetat no semblen el resultat d’un procés real. Només els podem considerar com a estats més o menys precoços, amb una etiologia molt misteriosa i, sens dubte, multifactorial. | » |

## L'eficàcia de la psicoanàlisi
Segons l'informe de l'Haute Autorité de Santé (Alta Autoritat per a la Salut de França) del març de 2012, la utilitat de la psicoanàlisi en el tractament de l'autisme continua sent «no demostrada». La psicoterapeuta Paula Jacobsen va publicar un estudi sobre diversos tractaments psicoterapèutics el 2004, concloent que el tractament psicoanalític era ineficaç en el cas de la síndrome d’Asperger. Tony Attwood desaconsella l'ús de teràpia psicoanalítica mare-fill en els casos de persones amb síndrome d'Asperger, per evitar culpabilitats innecessàries a les mares, i afegeix que «en general, la tècnica de la teràpia psicoanalítica perjudica els pacients amb síndrome d’Asperger».
Els científics reunits com a part de la preparació del 4t Pla Autisme a França coincideixen en la manca de proves d'eficàcia d'aquest enfocament. Jonathan Green declara «que no hi ha proves, enlloc del món, que recolzin l'ús de la psicoanàlisi», Nadia Chabane diu que «avui no tenim cap element a favor d'un acompanyament del TEA amb la psicoanàlisi», Kerim Munir subratlla la reticència a provar científicament l'eficàcia d’aquest enfocament. A més, Green creu que un enfocament psicoanalític pot tenir efectes negatius sobre les famílies: «som unànimes sobre els riscos potencialment associats a aquest tipus de tractament».
Clarisse Vautrin, del cercle zetètic del Llenguadoc-Rosselló, conclou en la seva presentació de les derives dins de l'autisme que «no hi ha elements tangibles ni experiències reproduïbles a favor de les teories i pràctiques psicoanalítiques», i afegeix que «a França, la psicoanàlisi disminueix a les universitats, però continua essent àmpliament practicada».

## La confrontació teòrica i social
Existeix una batalla per l'autisme a escala internacional. S'organitza socialment en diversos moviments amb fronteres dogmàtiques ben establertes, però potser més porosa del que sembla. La imatge que sorgeix de les múltiples publicacions és la dels clans teòrics on l’oposició dels quals és evident. En el cas de França, l'enfocament psicoanalític és particularment present, sobretot en els criteris diagnòstics de la CFTMEA. Els debats van ser arbitrats per les autoritats psiquiàtriques, llavors polítics, després d’una consulta interdisciplinària per desenvolupar un estat de coneixement.

### Les associacions de pares
Mobilitzats en nombroses associacions, els pares dels nens autistes s'orienten generalment contra la psicoanàlisi i el packing, i a favor de les teràpies cognitivoconductuals. Fan campanyes per millorar la integració, sobretot a l'escola, i lluiten contra l’assimilació de l'«autisme» dins de la «psicosi». A França, sovint s'enfronten a justificacions psicoanalítiques. Molts pares de nens autistes declaren haver estat condemnats pels psicoanalistes que els consideren responsables dels trastorns dels seus fills. Segons la sociòloga francesa Cécile Méadel, qui va estudiar una llista de discussió de l'associació Autisme France:
| « | els hàbits dels pares demostren que aquesta interpretació psicoanalítica de l'autisme encara és àmpliament utilitzada, no només en un espai públic (que abasta des dels mitjans de comunicació fins als seus companys de feina o les seves famílies), sinó també fins als professionals sanitaris. Les trajectòries dels pares mostren la importància d’aquests enfocaments sobre l’autisme entre els professionals de la salut i l'educació. Periòdicament, tornen a la llista, despertant sempre la mateixa solidaritat i la mateixa revolta, relats d’episodis dolorosos que veien atribuïda als pares la responsabilitat de la discapacitat. | » |

Organitzades socialment, aquestes associacions de pares actuen per motius socials, polítics i mediàtics, en accions, algunes de les quals controvertides. El 2011, el llançament del documental Le Mur de Sophie Robert va provocar una controvèrsia a França. El documental demana una demostració a través de l’absurd per mostrar la bretxa entre el discurs dels psicoanalistes i el coneixement científic sobre l’autisme. Acusa les orientacions psicoanalítiques dels psiquiatres francesos de ser responsables de greus deficiències en la gestió de l’autisme i del patiment de les mares de nens autistes.

### Les xarxes de persones amb autisme
S'ha organitzat un moviment pels drets de les persones amb autisme per defensar la neurodiversitat, una idea que s'oposa a la de «destruir l’autisme»; el seu text fundacional és el de Jim Sinclair, qui afirma la impossibilitat de fusionar la condició de «discapacitat» amb una malaltia que es podria curar en el sentit mèdic.
La posició de la comunitat autista s'orienta globalment contra la psicoanàlisi. La sueca Gunilla Gerland dona testimoni d’haver conegut molts professionals formats en psicoanàlisi que opten per ignorar els coneixements neurològics sobre l’autisme. Ella cita l'exemple «estúpid» d'analitzar una mala relació amb la mare, i va afegir (el 1998) que «molts de nosaltres que tenim autisme d'alt funcionament hem estat analitzats sota el model psicodinàmic / psicoanalític, sovint per terapeutes benintencionats, però la majoria de nosaltres no rebem ajuda, molts ens sentim degradats i alguns ens sentim ferits».
A la seva autobiografia Je suis à l'Est! (Jo soc a l'Est!, 2012), Josef Schovanec explica el seu seguiment de cinc anys per «un dels psicoanalistes més famosos de París», qui li va donar un fals diagnòstic d'esquizofrènia. Denuncia les «tècniques psicoanalítiques inadequades», amb «rellevància», segons el psicoanalista francès Jean-Claude Maleval. Josef Schovanec també lamenta la «guerra» que s'estén a França entre els psicoanalistes i els «antipsicoanalistes», que considera en general perjudicial per a les persones amb autisme. Signa el pròleg del llibre Le psychanalyste parfait est un connard (El psicoanalista perfecte és un torracollons), denunciant la por que molts psicoanalistes tenen de veure que els seus pacients busquin informació ells mateixos, un esperit corporatiu, i la seva manca d’arguments teòrics. Hugo Horiot, autor de L'empereur, c'est moi (L'Emperador, soc jo) (Premi Paraules dels pacients 2013), declara que la psicoanàlisi és «perjudicial». Durant una entrevista a LCI, l’abril del 2015, es va sorprendre de la presència de la cura de l’autisme durant 50 anys a França, mentre que «s'ha rebutjat a tot arreu».
Diverses personalitats autistes han donat suport a l'emissió de la pel·lícula documental Le Mur (2011) i s'han oposat a la seva censura manifestant-se contra la psicoanàlisi, inclosos Temple Grandin i Donna Williams. Rudy Simone també va compartir un missatge de Temple Grandin dirigit a França, en el qual declara que «la psicoanàlisi no serveix per a res en el camp de l'autisme».
El psicoanalista francès Jacques Hochmann es va declarar hostil a aquest moviment. Denuncia «un comunitarisme proper als autistes» i l'apel·la a la seva «profana experiència», lamentant la seva influència en els diferents Plans Autisme a França. Per a ell, «els més extrems neguen que es vegin afectats per qualsevol trastorn i s'oposen no només als anomenats enfocaments psicoanalítics sinó a qualsevol forma d'educació especialitzada». També s'oposa al fet que el seu «possible patiment» pugui provenir «d'una societat incapaç de tolerar i adaptar-se a les seves particularitats». Es qüestiona l'existència d'una forma d'autisme anomenat «d'alt funcionament» en almenys alguns d'aquests activistes, creient que es tracta d'una «creació social, una peça proposada per la distribució mediàtica de lesdescripcions de Kanner i Asperger, avalat per un cert nombre de persones que troben així una sortida a la seva soledat i fer sentir, a part en el registre de la malaltia, les seves dificultats existencials».

### Els professionals
La distinció entre psiquiatre, psicòleg i psicoanalista no sempre és clara, i la unitat d’aquest conjunt està molt lluny d’ésser evident i menys encara pel que fa a les opinions sobre psicoanàlisi. Quant al tema de l’autisme, trobem ja des de Bleuler la negativa al simbolisme sexual de Freud en la creació de la paraula «autisme» i amb el pas del temps sempre s'han observat fortes oposicions i diverses posicions.

#### Els psicoanalistes
Una resposta organitzada a l’acusació d'interferència, o fins i tot d'incompetència, presentada pels pares als professionals de la salut inspirada en la psicoanàlisi és una petició, més aviat d’origen psicoanalític, per a l’abordatge clínic de l’autisme que deplora la intervenció de l'Haute Autorité de Santé (Alta Autoritat Sanitària) a França.
Segons Henri Rey-Flaud: «a causa d’aquest impuls irresistible, ningú no es va adonar que, mentre esperava la revelació de les causes orgàniques d’aquest afecte, la importància psíquica de la retirada d’aquests petits pacients, és a dir, ... és a dir, la qüestió del significat del seu món s'havia ignorat completament, cosa que va suposar redoblar i segellar l'exclusió d’aquests desafortunats».

#### Els cognitivistes
La posició dels investigadors cognitivistes és veure en la psicoanàlisi un enfocament pseudocientífic, inútil en termes d'intervencions en l'autisme.
- Laurent Mottron creu que la nosografia francesa d'inspiració psicoanalítica (CFTMEA) és la responsable directa de la manca de consciència sobre l'autisme a França. Lamenta que la psicoanàlisi descrigui «processos plegant la realitat amb una terminologia i un marc teòric que només es subverteixen excepcionalment pel que realment s'observa, en canvi, com en la ciència, de permetre que sorgeixi una descripció o classificació. basant-se en el que es presenta i actualitzant-lo periòdicament per consens entre els membres de la comunitat científica».[94]

- Jean-Paul Krivine, editor en cap de la revista Science et pseudo-sciences, respon al psicoanalista Bernard Golse, que havia declarat que «en l'autisme, res es vàlid», dient que «els partidaris dels enfocaments psicoanalítics teoritzen sovint la impossibilitat de qualsevol avaluació de les seves pràctiques terapèutiques». Es pregunta a si mateix: «Si realment no es poden avaluar els seus enfocaments, com poden confirmar el seu èxit terapèutic?».[95]

- Nicolas Gauvrit lamenta la manca de rigor i lògica dels psicoanalistes: «Els promotors d'un enfocament psicoanalític han recorregut recentment a esquivar. Aquesta farsa consisteix a desviar l’interlocutor de la qüestió primordial (la de l'eficàcia dels mètodes i el bé del nen) desplaçant el discurs al camp afectiu, el de la culpabilitat o de l'ètica. Per a això, es basen en una representació social caricaturitzada de la psicologia, que s'oposa als psicoanalistes profundament humans, i els cognitivistes que defensen un enfocament químic. La realitat és molt diferent i molts cognitivistes veuen en els enfocaments terapèutics basats en la ciència una alternativa no només a la psicoanàlisi, sinó també i sobretot als tractaments amb psicotròpics».[96]

- Jacques Van Rillaer parla de «mentides lacanianes» en la concepció de l'autisme com a «psicosi», i denuncia els psicoanalistes que pretenen «combatre les teràpies cognitivoconductuals en absència d'estudis empíricament validats».[97]